# Palácio dos Azevedo Coutinho

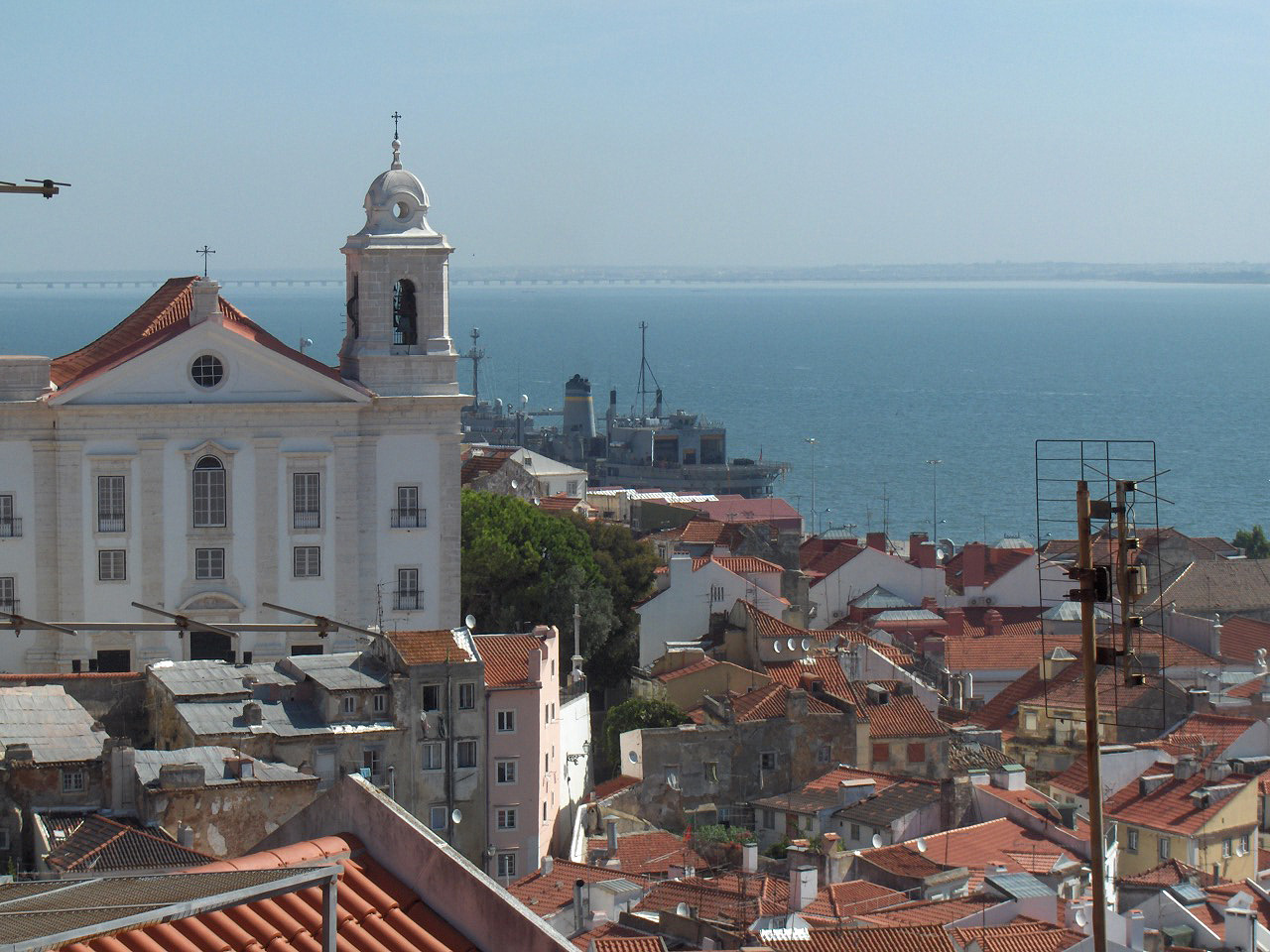
Vista de Alfama e Igreja de Santo Estêvão.

O Palácio dos Azevedo Coutinho, também chamado de Palácio de Santo Estêvão, é uma casa nobre situada em Lisboa. Está localizado na malha urbana de características medievais que constitui o Bairro de Alfama. Situado no Largo de Santo Estêvão, desenvolve-se de forma irregular até ao Largo do Chanceler, englobando uma serventia pública a que se dá o nome de Beco do Chanceler.

## Estrutura
De características muito particulares, este palácio resulta, como a grande maioria das casas nobres do seu tempo, da junção de diversos conjuntos urbanos com aglutinação de casas, atafonas, terrenos baldios e becos, com campanhas de obras efetuadas em diversos períodos e nem sempre seguindo um risco erudito.
O conjunto desenvolve-se em planta em forma de “J”, ocupando a quase totalidade da Rua de Santo Estêvão e toda a parte do largo do mesmo nome ao norte da igreja paroquial. É de notar que para além do nome das ruas atribuídas ao largo, os nomes de Largo do Chanceler e do Arco do Franca estão intimamente ligados à história deste palácio. De fato, e como se poderá verificar na cronologia apresentada no capítulo a seguir, esta foi a residência do Chanceler-mor do Reino e alguns séculos depois, residência do Secretário da Casa de Bragança. Apesar da falta de documentos que confirmem a existência de uma grande habitação anterior ao século XVII, conseguem-se fazer leituras de elementos arquitetónicos de datas diferentes, como seja a presença de uma janela gótica encontrada na década de 40 do século passado e de uma coluna quinhentista de dimensões semelhantes às utilizadas em “loggias “ nesse período. Para um estudo mais profundo seria necessária uma investigação arqueológica em toda a zona.
Também deve ser levado em conta que o aspecto que hoje apresenta o Largo de Santo Estêvão não é o seu primitivo, as obras de demolição e reconstrução da igreja paroquial do século XII em 1733, e a sua subsequente ampliação após o terremoto de 1755, tiraram grande parte do impacto à fachada do palácio seiscentista sobre o Arco do Chanceler. A terrível campanha de obras efetuada no século XIX veio retirar parte da nobreza ao conjunto. Finalmente, após o incêndio que destruiu a ala sul do palácio em 1911 foi pedido o alargamento da Rua do Vigário para passagem dos caminhões cisterna. As casas adjacentes ao palácio com frente para esta rua foram destruídas. O largo deixou de ser lido como tal, passando a ser um alargamento das ruas do Vigário e Vicente Borga.
Apesar de ter sofrido grandes cortes e grandes ampliações de gosto e resolução duvidosos, o Palácio dos Azevedo Coutinho ou vulgarmente conhecido como Palácio de Santo Estêvão, apresenta-se como um interessante exemplo da arquitetura civil do século XVII e XVIII. O seu interior é reflexo da história de uma família e da evolução de uma casa deste tipo ao longo dos séculos. É notável a qualidade dos revestimentos azulejares, sendo ainda mais notável a existência de documentação relativa à aquisição dos mesmos.

## Cronologia
- Fundação Anterior a 1647.
- No local onde se edificou o solar existiam na primeira metade do século XVII  atafonas e depois casas “ por detrás da capela-mor sobre o arco” (núcleo primitivo), que pertenciam a Domingos Preto, descendente (talvez filho) de Simão Gonçalves Preto, “chanceler-mor que foi destes reinos” – segundo atestava em 1695 o cura de Santo Estêvão, Padre Cristóvão Prestes da Silveira, em um documento traslado que lhe foi requerido e no qual há referências da existência das ditas casas em 1647. Atribui-se a designação de “Arco do Chanceler” a Simão Gonçalves Preto.
- As casas eram, em 1638, pertença de Tomé Mesquita (documento existente na Biblioteca Nacional).
- Em 1647, as casas eram pertença de António Corrêa da Franca , fidalgo da Casa Real (1647), filho de André Dias da Franca , último Alcaide-mor de Tânger, Alcaide-mor e Governador de Tavira, paladino da Restauração.
- Antônio Corrêa da Franca, adquire casas contígas ao solar a Jerônimo da Silva e Sousa, descendente do dito Domingos Preto. (ver apêndice B)
- Em 1755, a casa pertencia a D.ª Helena Josefa da Franca.
- Um neto de D. Helena Josefa da Franca, António José da Silva Galvão Corrêa da Franca Mariz Sarmento, herda o palácio, sendo casado com D. Maria da Madre de Deus de Lemos Pereira de Lacerda, Açafata da Rainha D. Maria I e Dama da Rainha D. Carlota Joaquina, filha do Morgado do Valformoso dos Olivais, João António de Lemos Pereira de Lacerda Delgado e de D. Maria Ifigénia de Azevedo Coutinho de França e Faro.
- Sem descendência do seu casamento, D. Maria da Madre de Deus de Lemos Pereira de Lacerda deixa, em 1847, o palácio em testamento a seu sobrinho-neto e afilhado Luís da Costa de Azevedo Coutinho. Por menoridade deste, tem o usufruto desta casa seu pai, João António de Azevedo Coutinho Pereira de Lacerda.[2]
- Em 1911 lavrou um incêndio na ala sul do palácio, sobre a Rua de Santo Estêvão. Estava na posse do Vice-Almirante Pedro de Azevedo Coutinho Pinto Guedes.
- Em 1942 o palácio passa para a posse do Eng.º Luiz de Sárrea de Azevedo Coutinho e suas irmãs D. Maria Jacinta e D. Maria Joana.
- Em 1975, por falecimento do anterior, o palácio fica em partilhas a seu filho mais velho, Comandante Pedro Pinto Basto de Sá de Azevedo Coutinho.
- 2008 - Após morte de seu marido, referido acima, passou para a pertença a M. Rita Vaz de Almada (filha de D. Lourenço Vaz de Almada, conde de Almada), e para seus filhos Luís, Helena, Maria Francisca e M. José de Almada de Azevedo Coutinho.